# Johann Nikolaus Forkel
Johann Nikolaus Forkel (Meeder, 22 febbraio 1749 – Gottinga, 20 marzo 1818) è stato un musicologo, organista e musicista tedesco.

## Biografia
Figlio di un ciabattino, nacque a Meeder, nel distretto di Coburgo, ricevette fin da piccolo lezioni di musica ed in particolar modo sulla tastiera da Johann Heinrich Schulthesius, che era il locale Kantor. Per altri aspetti della sua educazione musicale, specialmente sulla teoria, Johann fu un autodidatta. Da ragazzo prestò servizio come cantante a Lüneburg e studiò legge per due anni all'Università di Gottinga; restò associato all'università per oltre cinquant'anni, mantenendo diverse posizioni, tra cui quella di docente di teoria musicale, organista e perfino quella di direttore musicale dell'intera università. Nel 1787 ricevette una laurea onoraria in filosofia dall'istituzione.
Forkel è spesso considerato il fondatore della scienza moderna della musicologia, dal momento che è grazie alla sua attività che lo studio della storia e della teoria musicale sono divenute discipline accademiche con dei rigorosi standard di insegnamento.
Fu un ammiratore entusiasta di Johann Sebastian Bach, la cui musica contribuì in maniera importante a rendere popolare. È l'autore della prima biografia di Bach (del 1802), ritenuta particolarmente utile al giorno d'oggi, dal momento che Forkel ebbe la possibilità di corrispondere direttamente con i figli di Bach Carl Philipp Emanuel Bach e Wilhelm Friedemann Bach, ottenendo in tal modo molte informazioni indispensabili che sarebbero altrimenti andate perdute.
La sua biblioteca, che fu accumulata con cura e perspicacia in un'epoca in cui i libri rari erano ancora reperibili a prezzi relativamente accessibili, forma una parte notevole della biblioteca reale di Berlino e anche della biblioteca del Königliche Institut für Kirchenmusik.
Morì a Gottinga all'età di 69 anni.
Tra le sue opere principali:
- Über die Theorie der Musik (Gottinga, 1777)
- Musikalisch kritische Bibliothek (Gotha, 1778)
- Allgemeine Geschichte der Musik (Lipsia, 1788).

Scrisse inoltre un dizionario della letteratura musicale, anch'esso pieno di materiale interessante.
Le sue composizioni musicali, sebbene numerose, non riscuotono attualmente che un modesto interesse. Tra quelle degne di nota, le variazioni per clavicordo sull'inno nazionale britannico God Save the King.